# Kalikst Kędzierski
Kalikst Kędzierski (ur. 22 kwietnia 1875 we wsi Horodeckie) – podpułkownik piechoty Wojska Polskiego.

## Życiorys
Urodził się 22 kwietnia 1875 we wsi Horodeckie, w ówczesnym powiecie humańskim guberni kijowskiej, w rodzinie Juliusza, czynownika. Ukończył sześcioklasowe progimnazjum w Haumaniu i Czugujewską Szkołę Junkrów Piechoty. 7 lipca 1896 został mianowany podpraporszczykiem (ros. Подпрапорщик).
20 sierpnia 1896, po ukończeniu szkoły, przybył do 75 Sewastopolskiego Pułku Piechoty (ros. 75-й пехотный Севастопольский полк) w Ładyżynie. 16 lutego 1906 został odkomenderowany do 122 zapasowego batalionu piechoty w Charkowie w celu szkolenia rekrutów przeznaczonych dla 131 Tyraspolskiego Pułku Piechoty. 7 maja tego roku przybył do 131 pp, który wówczas stacjonował w Kutaisi i objął dowództwo 8. kompanii w Czochatauri. 7 lipca wrócił do macierzystego pułku. 18 marca 1913 został przeniesiony do 12 Pułku Strzelców i objął dowództwo 3. kompanii. W 1916 był przydzielony do Szkoły Chorążych Pospolitego Ruszenia Południowo-Zachodniego Frontu. 
W czasie służby w armii rosyjskiej awansował na kolejne stopnie: podporucznika (24 kwietnia 1897), porucznika (15 maja 1901 ze starszeństwem z 24 kwietnia tego roku), sztabskapitana (10 października 1905 ze starszeństwem z 24 kwietnia tego roku), kapitana (11 lutego 1913 ze starszeństwem z 24 kwietnia 1909) i podpułkownika.
Był przydzielony do Oddziału V Sztabu Dowództwa Okręgu Generalnego „Kielce”. Od stycznia do września 1920 oraz od grudnia tego roku kierował Urzędem Opieki nad Grobami Wojskowymi. 2 września 1920 został dowódcą 2/III Batalionu Wartowniczego. Od 18 lutego do października 1921 był komendantem Powiatowej Komendy Uzupełnień 25 Pułku Piechoty w Miechowie. Później został komendantem Powiatowej Komendy Uzupełnień Kielce. W lipcu 1923 został przydzielony do Dowództwa Okręgu Korpusu Nr VIII w Toruniu na stanowisko I referenta Szefostwa Poborowego, pozostając oficerem naetatowym 4 pp Leg. W 1924, po likwidacji Szefostwa Poborowego, został referentem w Oddziale Ogólnym Sztabu DOK IV. W lutym 1925 został przydzielony do Powiatowej Komendy Uzupełnień Toruń na stanowisko komendanta. Z dniem 1 marca 1927 został mu udzielony dwumiesięczny urlop z zachowaniem uposażenia, a z dniem 30 kwietnia 1927 został przeniesiony w stan spoczynku. Mieszkał w Toruniu. W 1934, jako oficer stanu spoczynku pozostawał w ewidencji PKU Toruń. Posiadał przydział do Oficerskiej Kadry Okręgowej Nr VIII. Był wówczas „przewidziany do użycia w czasie wojny”. 
Był żonaty z Wandą, córką Antoniego Stefanowicza, z którą miał dwie córki: Irenę (ur. 4 sierpnia 1905) i Halinę (ur. 13 września 1909).

## Ordery i odznaczenia
- Oręż Świętego Jerzego,
- Order Świętego Stanisława 2. stopnia – 1916,
- Order Świętego Stanisława 3. stopnia,
- Order Świętej Anny 3. stopnia z mieczami i kokardą – 1916,
- Order Świętej Anny 4. stopnia – 11 lutego 1915,
- Medal pamiątkowy 300-lecia Domu Romanowych[1].